# Jason Christie (Radsportler)
Jason Christie (* 22. Dezember 1990) ist ein neuseeländischer Bahn- und Straßenradrennfahrer.

## Sportliche Laufbahn
Jason Christie hatte die ersten internationalen Erfolge auf der Bahn: 2006 wurde neuseeländischer Jugendmeister in der Einerverfolgung und im Straßenrennen. Im Jahr darauf gewann er bei den Junioren-Bahnradweltmeisterschaften in Aguascalientes die Bronzemedaille im Punktefahren. Zudem wurde er 2007 Ozeanienmeister in der Mannschaftsverfolgung der Junioren. In der Saison 2008 wurde Christie in der Eliteklasse Ozeanienmeister im Scratch. Bei den Junioren-Weltmeisterschaften in Kapstadt gewann er jeweils die Bronzemedaille in der Einer- und in der Mannschaftsverfolgung.
Ab 2011 fuhr Christie vorwiegend Rennen auf der Straße, zunächst wurde er nationaler U23-Meister im Einzelzeitfahren. 2012 errang er bei den Ozeanienmeisterschaften Bronze im Straßenrennen der U23. In den folgenden Jahren hatte er mehrere Etappensiege bei Rundfahrten und gewann 2015 die Tour de Okinawa. 2016 und 2018 wurde er neuseeländischer Straßenmeister. Bei den Ozeanienmeisterschaften 2019 wurde er jeweils in Straßenrennen und Einzelzeitfahren Vize-Meister.

## Erfolge

### Straße
2011
- Neuseeländischer Meister – Einzelzeitfahren (U23)

2012
- U23-Ozeanienmeisterschaft – Straßenrennen

2013
- eine Etappe New Zealand Cycle Classic
- eine Etappe Banyuwangi Tour de Ijen

2015
- eine Etappe New Zealand Cycle Classic
- Tour de Okinawa

2016
- Neuseeländischer Meister – Straßenrennen
- eine Etappe Banyuwangi Tour de Ijen
- eine Etappe Tour de Flores

2018
- Neuseeländischer Meister – Straßenrennen

2019
- Ozeanienmeisterschaft – Straßenrennen, Einzelzeitfahren

### Bahn
2007
- Junioren-Weltmeisterschaft – Punktefahren
- Junioren-Ozeanienmeister – Mannschaftsverfolgung (mit Chad Adair, Simon Honour und Thomas Scully)
- Junioren-Ozeanienmeisterschaft – Scratch

2008
- Junioren-Weltmeisterschaft – Einerverfolgung, Mannschaftsverfolgung (mit Ruaraidh McLeod, Aaron Gate und Michael Vink)
- Junioren-Ozeanienmeister – Scratch

## Teams
- 2010 Endura Racing
- 2011 Marco Polo Cycling Team (ab 1. August)
- 2012 Differdange-Magic-SportFood.de
- 2013 OCBC Singapore Continental Cycling Team
- 2014 CCN Cycling Team (bis 10. Juli)
- 2015 Avanti Racing Team
- 2016 Kenyan Riders Downunder
- 2017 Team Sapura Cycling (ab 4. April)